# Anaglymma circularis
Anaglymma circularis är en skalbaggsart som först beskrevs av Sylvain Auguste de Marseul 1864.  Anaglymma circularis ingår i släktet Anaglymma och familjen stumpbaggar. Inga underarter finns listade i Catalogue of Life.